# Marisol Padilla Sánchez
Marisol Padilla Sánchez (Los Ángeles, California, 7 de junio de 1973) es una actriz estadounidense conocida principalmente por sus papeles en tres películas ganadoras al Óscar: L.A. Confidential y Traffic. Habitualmente, interpreta a personajes hispanos. También es conocida por su personaje Margarita Camacho en la película dirigida por Julian Schnabel, Before Night Falls. 
Actualmente radica en Guadalajara, México. Emprendió uno de los mejores laboratorios actorales internacionales, llamado The Acting Lab by Marisol Padilla Sánchez, y es preparadora de distintos talentos que buscan crear un impacto en el mundo. 

La actriz debutó en la película Dune dirigida por David Lynch cuando tenía 13 años de edad, y actualmente cuenta con más de 35 años de carrera actoral.

## Filmografía
| Año  | Título                                  | Personaje            |
| ---- | --------------------------------------- | -------------------- |
| 1995 | Legend                                  | Maria                |
| 1996 | Men Behaving Badly "Jamie's in Love"    | Esperanza            |
| 1997 | The End of Violence                     | Mathilda             |
| 1997 | L. A. Confidential                      | Inez Soto            |
| 1998 | Simon Says                              | Avitel               |
| 1998 | Significant Others "Matters of Gravity" | Mujer #2             |
| 1998 | The Adventures of Sebastian Cole        | Mujer en el desierto |
| 1999 | Dementia                                | Luisa                |
| 1999 | Fever                                   | Soledad              |
| 2000 | Antes que anochezca                     | Margarita Camacho    |
| 2000 | Traffic                                 | Ana Sánchez          |
| 2004 | The Hillside Strangler                  | Christina Chávez     |
| 2004 | Dirty Dancing: Havana Nights            | Yolanda              |
| 2005 | In the Bathroom                         | Lila                 |
| 2006 | In Justice "Crossing the Line"          | Lupe                 |